# Josco Wilke
Josco Wilke (* 4. August 2001 in Leipzig) ist ein deutscher Rollstuhlrugbyspieler und Mitglied der deutschen Rollstuhlrugby-Nationalmannschaft. Er nahm an den Paralympischen Sommerspielen 2024 in Paris teil. Wilke spielt auf Vereinsebene für den LBRS Leipzig e.V.

## Leben
Josco Wilke wurde 2001 in Leipzig geboren. Er besuchte das Sportgymnasium Leipzig und legte dort 2021 sein Abitur ab. Ursprünglich war er als Hockeyspieler im Leistungssport aktiv. Im April 2015 erlitt er im Alter von 13 Jahren einen Rückenmarksinfarkt, der zu einer inkompletten Querschnittslähmung führte. Im Anschluss daran wandte sich Wilke dem Rollstuhlrugby zu.
Neben seiner sportlichen Karriere absolviert Wilke derzeit eine Ausbildung bei der Stadt Leipzig.

## Sportliche Erfolge
Josco Wilke ist seit 2018 Mitglied der deutschen Rollstuhlrugby-Nationalmannschaft. Bei seiner ersten Europameisterschaft 2018 in Dänemark wurde er als herausragender Spieler ausgezeichnet.
Zu seinen wichtigsten Erfolgen zählen:
- Teilnahme an den Paralympischen Spielen 2024 in Paris – 8. Platz mit der deutschen Mannschaft[4]
- Teilnahme an den Europameisterschaften 2019 (5. Platz), 2022 (4. Platz) und 2023 (4. Platz)[2]
- Auszeichnung als „One to Watch“ durch den Weltverband World Wheelchair Rugby im Jahr 2024[5]
- Qualifikation für die Paralympics 2024 mit einem entscheidenden Sieg gegen Brasilien beim Qualifikationsturnier in Neuseeland[6]

Wilke spielt für den Verein LBRS Leipzig e.V. und ist bekannt für seine taktische Spielweise, Schnelligkeit und Übersicht auf dem Spielfeld.